# Куропатко, Иван Павлович
Ива́н Па́влович Куропа́тко (1936—1990) — советский хозяйственный, государственный и политический деятель. Председатель Сахалинского облисполкома (1985—1990). Депутат Верховного Совета РСФСР 11-го созыва.

## Биография
Родился 3 января 1936 года в крестьянской семье на хуторе Таганрогский в Егорлыкском районе Ростовской области. По окончании в 1959 году Новочеркасского зооветеринарного института им Первой Конной Армии направлен в распоряжение Сахалинского областного управления сельского хозяйства. Работал старшим ветеринарным врачом в совхозе «Корсаковский», главным ветврачом в Анивском производственном управлении сельского хозяйства и директором птицефабрики «Центральная» (имени 50-летия СССР). Член КПСС с 1963 года.
В 1972 году назначен начальником областного производственного объединения совхозов, с 1975 — начальник областного управления сельского хозяйства (1975). Окончил Академию общественных наук при ЦК КПСС.
В 1980 году избран первым заместителем председателя Сахалинского облисполкома, председателем совета областного агропромышленного объединения. В августе 1981 года возглавил областной штаб по принятию неотложных мер по ликвидации последствий тайфуна «Филлис». С января 1985 по май 1990 года председатель Сахалинского облисполкома.
Избирался депутатом Сахалинской областного совета депутатов трудящихся, Верховного Совета РСФСР 11-го созыва (1984—1989), членом Сахалинского обкома КПСС. Делегат XXVII съезда КПСС
В мае 1990 года переведён в Совет Министров РСФСР на должность главного специалиста органов Советов по работе с территориями. Умер 5 декабря того же года в Москве после тяжёлой непродолжительной болезни.

## Награды
- три ордена Трудового Красного Знамени
- орден «Знак Почёта»
- медаль «В ознаменование 100-летия со дня рождения Владимира Ильича Ленина»
- три золотые медали ВДНХ СССР

## Память
- 8 августа 1998 года на основании постановления губернатора Сахалинской области «Об увековечивании памяти деятелей, внёсших значительный вклад в развитие экономики и культуры Сахалинской области» от 13 августа 1996 года[2] в Сквере Памяти на пересечении Коммунистического проспекта и ул. Дзержинского в г. Южно-Сахалинске был установлен бюст И. П. Куропатко.